# Графф (місячний кратер)
Кра́тер Графф (лат. Graff), не слід плутати з кратером Ван де Граафф на Місяці і кратером Графф на Марсі, — великий глибокий метеоритний кратер розташований у південно-західній частині видимого боку Місяця. Кратер названо на честь німецького астронома Казимира Ромуальда Граффа (1878—1950) і назва затверджена Міжнародним астрономічним союзом у 1970 році. Утворення кратера відбулось у пізньоімбрійську епоху.

## Опис кратера
Найближчими сусідами кратера є кратери Гейровський і Друде на північному заході, кратер Бааде на південному сході, кратер Каталан на південному південному сході, кратери Ридберг і Гутник на південному заході. На північному заході від кратера знаходяться гори Кордильєри, на північному сході долина Бувара, на південному сході долина Бааде. Селенографічні координати центра кратера 42°18′ пд. ш. 88°43′ зх. д. / 42.3° пд. ш. 88.71° зх. д., діаметр 36,2 км, глибина 4,97 км.
Кратер має полігональну форму зі спрямленою південно-східною частиною, практично не зазнав руйнувань. Вал кратера з гострою чітко окресленою крайкою і крутим внутрішнім схилом, що зберіг у західній частині сліди терасоподібної структури. Біля підніжжя внутрішнього схилу знаходяться осипи порід. Висота вала над навколишньою місцевістю становить 990 м, об'єм кратера становить приблизно 940 км³. Дно чаші кратера є нерівним, у центрі чаші спостерігається невелике підвищення місцевості, у північно-східній частині чаші розташовується малий кратер.
Через своє розташування біля південно-західного лімбу Місяця кратер при спостереженнях має спотворену форму, спостереження залежать від лібрації.

## Сателітні кратери

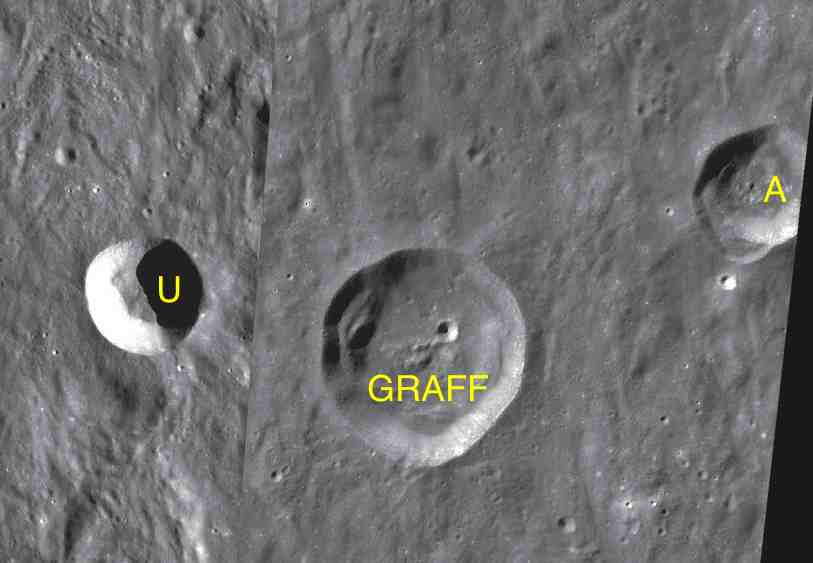
Фрагмент карти LAC-123.

| Графф | Координати                                                | Діаметр, км |
| ----- | --------------------------------------------------------- | ----------- |
| A     | 41°12′ пд. ш. 86°19′ зх. д. / 41.2° пд. ш. 86.32° зх. д.  | 22,4        |
| U     | 42°05′ пд. ш. 90°50′ зх. д. / 42.08° пд. ш. 90.84° зх. д. | 20,4        |